# Myrrhis tuberosa
Myrrhis tuberosa är en flockblommig växtart som beskrevs av S.B.Jundz. Myrrhis tuberosa ingår i släktet spanskkörvlar, och familjen flockblommiga växter. Inga underarter finns listade i Catalogue of Life.